# Castigaleu
Castigaleu település Spanyolországban, Huesca tartományban. Castigaleu Monesma y Cajigar, Puente de Montañana, Tolva, Lascuarre és Isábena községekkel határos. Lakosainak száma 87 fő (2024).

## Népesség
A település népessége az utóbbi években az alábbiak szerint változott:
| Lakosok száma | 104  | 115  | 118  | 121  | 115  | 95   | 89   | 84   | 80   | 87   |
|               | 2001 | 2004 | 2006 | 2009 | 2011 | 2014 | 2016 | 2019 | 2021 | 2024 |